# JaccaPoP
JaccaPoP（ジャッカポップ）は、兵庫県出身のMIRUとSUNからなるエレポップユニットである。

## 概要
関西を中心に活動を開始。
自主制作音源やiTunes Storeでの音源配信、TSUTAYAにおける無料レンタルなどを経て、2009年9月9日にデビューアルバム「Parsley」を発売した。同年11月にiTunesにてくるりの名曲「World's End Supernova 」のカバーを配信しエレクトロニックチャート第1位を獲得。2010年1月には、アナログ盤「JP EP」をリリース。DMRのチャートで第1位を獲得。
2012年8月、半年間のLive活動休止期間を経て3年ぶりとなるセカンドアルバム「Champion」をリリース。

## メンバー
- MIRU - ヴォーカル
- SUN - サウンドクリエーター

## ディスコグラフィー

### アルバム
- Parsley（2009年9月9日）
- GIRAFFE（2010年10月10日）
- Champion（2012年8月8日）

### ダウンロード配信
- WORLD'S END SUPER NOVA（2009年11月18日）※くるりのカバー
- Wonder Around（2012年7月7日)※アルバム「Champion」からの先行配信曲